# Xenodon rabdocephalus
La culebra engañosa norteña, falsa mapaná o también llamada falsa talla equis (Xenodon rabdocephalus) es una especie de serpiente que pertenece a la familia Dipsadidae. Es nativo de México (Guerrero, Veracruz, Yucatán y Campeche), América Central (Guatemala, Belice, Honduras, El Salvador, Nicaragua, Costa Rica, Panamá), y Sudamérica (Colombia, Venezuela, Guyana, Surinam, Guayana francesa, Brasil, Bolivia, el Perú, y Ecuador).